# Edwin Hill-Trevor (1er baron Trevor)
Arthur Edwin Hill-Trevor, 1er baron Trevor (4 novembre 1819 - 25 décembre 1894), titré Lord Edwin Hill jusqu'en 1862 et Lord Edwin Hill-Trevor de 1862 à 1890, est un député conservateur anglo-irlandais. 

## Biographie
Il est le troisième fils d'Arthur Hill (3e marquis de Downshire), et de son épouse Maria Windsor. Il est élu à la Chambre des communes pour le comté de Down en 1845, poste qu'il occupe pendant 35 ans. 
En 1862, à la mort de leur parent Arthur Hill-Trevor, 3e vicomte Dungannon (à la mort duquel la vicomté disparut), sa famille hérite des domaines de Trevor et Dungannon. Par arrangement, une partie des domaines, dont Brynkinalt au Pays de Galles, passe à Lord Edwin, qui prend sous licence royale le nom supplémentaire de Trevor. En 1880, il est élevé à la pairie sous le nom de baron Trevor, de Brynkinalt, dans le comté de Denbigh. 
En tant que Lord Edwin Hill-Trevor, il est capitaine de la cavalerie du North Shropshire Yeomanry, promu major en 1862, mais se retire du régiment avant sa fusion avec le régiment unifié du Shropshire Yeomanry en 1872. 
Lord Trevor épouse Mary Emily, fille de Richard Sutton, 2e baronnet, en 1848. Après sa mort en 1855, il se remarie à Mary Catherine, fille du révérend Alfred Curzon, en 1858. Trevor meurt en décembre 1894 à l'âge de 75 ans. Son fils, Arthur, de son premier mariage, lui succède à la baronnie. Lady Trevor est décédée en 1912. 